# Cabucgayan
Cabucgayan es un municipio de quinta clase en la provincia de Biliran, Filipinas. Conforme al censo de 2015, tiene una población de 20 788 habitantes.  distribuidos en 3.372 viviendas. 
El nombre de "Cabucgayan" deriva de un caracol llamado "bukgay." En waray, para transformar un sustantivo singular al plural, el artículo "ka" se agrega antes de la palabra, y el artículo "an" detrás de la palabra, cumpliendo la función de sufijo. Kabukgayan, por tanto, alude a un lugar donde hay muchos caracoles.

## Barangayes
Cabucgayan se subdivide administrativamente en 13 barangayes.
- Balaquid
- Baso
- Bunga
- Caanibongan
- Casiawan
- Esperanza (Pob.)
- Langgao
- Libertad
- Looc
- Magbangon (Pob.)
- Pawikan
- Salawad
- Talibong